# Капици
Капици (итал. Capizzi) је насеље у Италији у округу Месина, региону Сицилија.
Према процени из 2011. у насељу је живело 3182 становника. Насеље се налази на надморској висини од 1117 м.

## Становништво
| 1936. | 1951. | 1961. | 1971. | 1981. | 1991. | 2001. | 2011. |
| ----- | ----- | ----- | ----- | ----- | ----- | ----- | ----- |
| 5.187 | 5.429 | 4.915 | 4.134 | 3.919 | 3.797 | 3.564 | 3.347 |